# 아이카와 카오리
아이카와 카오리(일본어: 愛川香織, 1987년 3월 3일 ~ )은 일본의 성인 비디오 여배우다.